# USS Hartford (SSN-768)
Za druga plovila z istim imenom glejte USS Harford.
USS Hartford (SSN-768) je jedrska jurišna podmornica razreda los angeles.

## Zgodovina
25. oktobra 2003 je Hartford nasedla, pri čemer je utrpela za 9 milijonov dolarjev škode.